# Pédagogie du Lys
 (septembre 2022).
La pédagogie du Lys ou Paedagogium Lilii, est un des quatre collèges dépendant de la faculté des arts de l'ancienne université de Louvain et où s'enseignait la philosophie, nom donné à l'enseignement de cette faculté.
Seuls ces quatre collèges avaient le nom de pédagogie, car outre le logement on y donnait également l'enseignement des matières de la faculté des arts, qui servait de propédeutique obligatoire avant le choix d'une des quatre autres facultés.
Il servait également d'internat pour les étudiants.
Cette pédagogie avait ses locaux entre la rue de Diest, la rue Neuve et la rue de Savoie.

## Histoire
Elle existait déjà en 1358, avant la création de l'université de Louvain et était couramment appelée « école de la Dorpstraat ».
C'est en  1431 que Jean van Hasselt, licencié en droit, la convertit en pédagogie pour les élèves de l’Université.
Le premier régent en fut l'humaniste Charles Virulus décédé en 1493 qui légua à cette pédagogie sa maison nommée « à la Fleur de Lys » qui lui donna désormais son nom.
La pédagogie du Lys fut entièrement reconstruite en 1660 comme l'indique ce chronogramme ornant la porte d'entrée : paeDagogIVM fLorentIs LILII
Après la suppression de l'ancienne université de Louvain cette pédagogie fut vendue le 27 janvier 1808.